# Powiat Koszyce II
Powiat Koszyce II (słow. okres Košice II) – słowacka jednostka administracyjna znajdująca się w kraju koszyckim, obejmująca koszyckie dzielnice: Lorinčík, Luník IX, Myslava, Pereš, Poľov, Sídlisko KVP, Šaca, Západ.
Powiat Koszyce II zajmuje obszar 81 km², jest zamieszkiwany przez 79 850 obywateli, co daje średnią gęstość zaludnienia w wysokości 985,80 osób na km².